# Hastfer

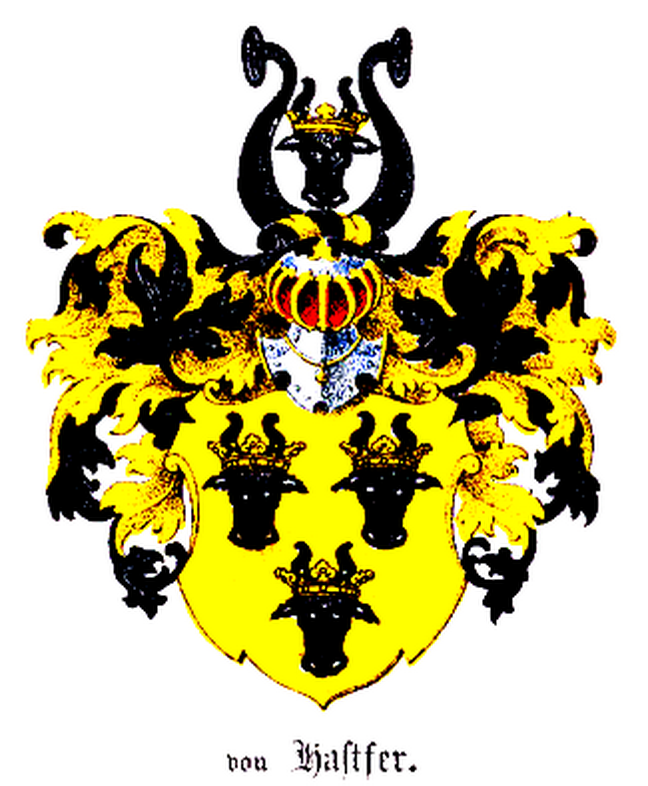
Stammwappen derer von Hastfer

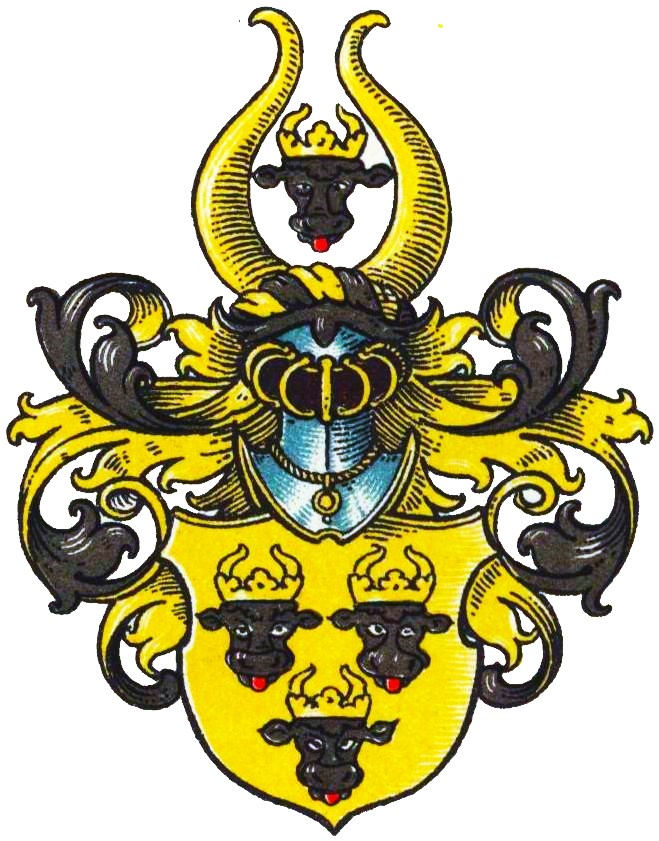
Wappen derer von Hastfer im Wappenbuch des Westfälischen Adels

Hastfer (auch Hasfurt, Hasfort, Haversförde o. ä.) ist der Name eines deutsch-baltischen Adelsgeschlechts.

## Geschichte
Die Familie wird in Estland 1287 zuerst mit dem Ritter und dänischen Vasall Nikolaus de Haversforde urkundlich genannt. Zuerst machten sich die Hastfer in Wierland sesshaft und breiteten sich von dort aus. Die Hastfer konnten so unter anderem die Güter Sommerhusen, Kiekel, Kandel und Kattentak an sich bringen, wonach sich auch einzelne Häuser der Familie benannten.
Für Jakob Johann von Hastfer (1647–1695) aus dem Haus Kandel erfolgte die Erhebung in den schwedischen Freiherrenstand am 3. März 1678 sowie am 12. Dezember 1687 in den schwedischen Grafenstand. 1689 erfolgte die Introduzierung bei der schwedischen Ritterschaft. Für die Brüder Johann Hastfer (1692–1769) und Gustav Berndt Hastfer (1695–1759) aus dem Haus Kattentak erfolgte die Erhebung in den schwedischen Freiherrenstand am 1. Juni 1731 bzw. am 12. März 1755. Die Introduzierung bei der Adelsklasse der schwedischen Ritterschaft erfolgte 1731, die bei der Freiherrnklasse 1756.
In Westfalen blühte die Familie noch 1727. Besitz hatte das Geschlecht im Stift Corvey und im Hochstift Minden.

## Wappen
Stammwappen: In Gold drei (2, 1) schwarze Stierköpfe in Sicht; auf dem Helm mit schwarz-goldenen Decken ein schwarzer Stierkopf zwischen schwarzen Büffelhörnern.

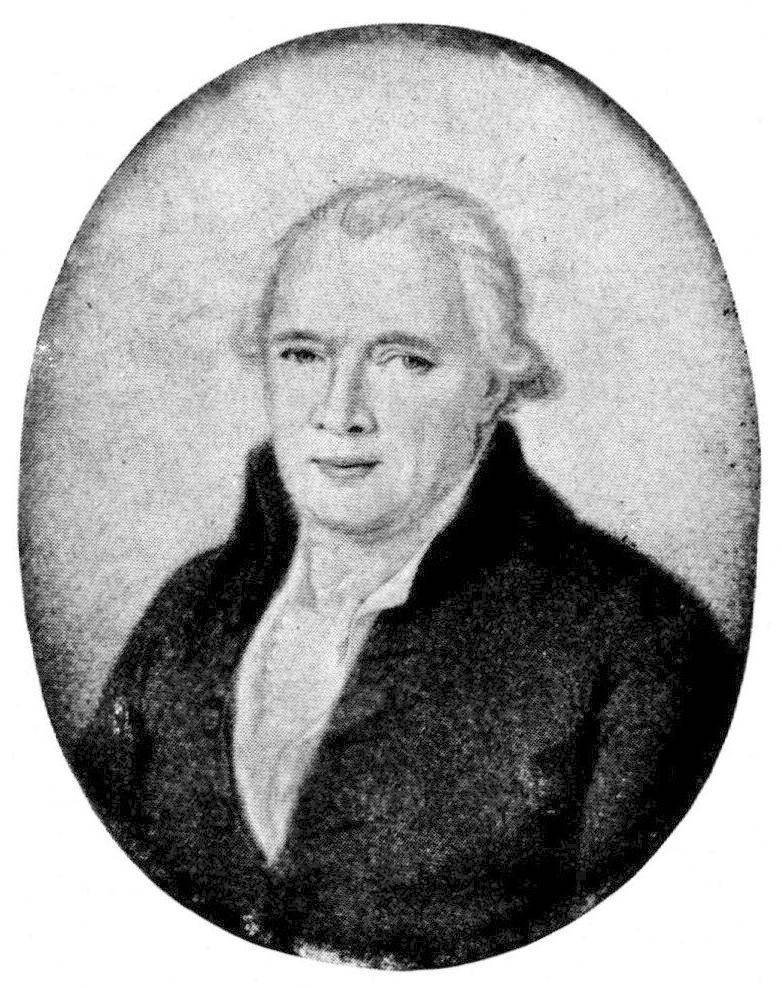
Freiherr Berndt Johan Hastfer

## Personen
- Helmold Hastfer († vor 1623), estländischer Landrat
- Karl Hastfer († 1665), Ritterschaftshauptmann der Estländischen Ritterschaft, estländischer Landrat
- Johann Hastfer a.d.H. Kattentack (1608–1674), Ritterschaftshauptmann der Estländischen Ritterschaft[3]
- Graf Jakob Johann von Hastfer (1647–1695), schwedischer Feldmarschall und Generalgouverneur von Livland, Kanzler der Universität Dorpat
- Georg Hastfer († vor 1710), estländischer Landrat
- Heinrich Hastfer (1651–1724), schwedischer Generalmajor
- Berndt Johan Hastfer (1737–1809), schwedischer Armeeoffizier, russischer Brigadegeneral[4]
- Otto Jürgen von Hastfer († 1773), estländischer Landrat[5]
- Otto Heinrich von Hastfer (1769–1824), russischer Generalmajor der Marine, Fregattenkommandeur, Hafenmeister von Reval
- Georg Heinrich von Hastfer (1804–1881), russischer Generalmajor
- Otto Georg von Hastfer (1805–1873), russischer Generalleutnant
- Pawel Jegorowitsch Hastfer (1854–1918), russischer Generalleutnant
- Michail Paulowitsch Hastfer (1900–1989), sowjetischer Universitätsprofessor